# Кролови Мост
Кролови Мост (пољ. Królowy Most [kruˈlɔvɨ ˈmɔst]) јест насеље у општини Гродек, у Бјалисточком округу, у Војводству подласком, у североисточној Пољској, близу границе с Белорусијом. Налази се око 14 километара северозападно од Гродека и око 21 километар источно од главног града војводства – Бјалистока.
Кролови Мост је место смрти немачког команданта Хенинга фон Трескова, који је ту извршио самоубиство након неуспеле завере против Хитлера 20. јула.